# 아오이 미노리
아오이 미노리(일본어: 葵みのり, 1980년 3월 28일 ~ )는 일본의 성인 비디오 여배우였다. 2012년 성인 비디오 30주년을 기념하여, DMM.com이 소비자들을 대상으로 주관한 성인 비디오 역사상 최고의 AV 여배우를 뽑는 투표에서 81위에 올랐다.

## 생애와 경력
아오이 미노리는 1980년 3월 28일 도쿄에서 태어났다. 그녀는 중학교와 고등학교에 재학하던 시절에 테니스 부원으로 활동했다.
언제부터 시작했는지는 정확히 알 수 없으나, AV에 데뷔하기 전 과자계 아이돌이었다. 《월간 크림》의 간판 모델이었던 그녀는 1999년 2월, AV에 데뷔했다. 데뷔작의 이름은 《순수한 마음》이었으며, 우츄기카쿠(宇宙企画, 우주기획)에서 제작했다. 이목구비가 시원시원하고 날씬한 체형에 적당한 복근이 있어 여자들에게도 좋은 이미지를 얻었으며, 데뷔 이후에 남녀를 불문하고 많은 사랑을 받았다. 이 당시의 우츄기카쿠는 일본 굴지의 성인 비디오 레이블 중 하나였고, 그녀의 작품은 주로 롤리타를 컨셉으로 했다.
우츄기카쿠에서 총 5편의 작품에 출연했으며, 그 후 1999년 8월 31일 for you로 이적했다. for you에서 촬영된 작품들은 이전 제작사와 컨셉이 크게 달라서, 보다 하드코어한 것들이 많았다. 이적후 출연한 첫 작품은 《시오후키 그녀 : 반쯤 길들여진 아내》였다. 2000년 경, 여러 제작사들의 작품에 출연하나 돌연 은퇴를 선언했다.
1년 뒤인 2001년 3월 18일, 처음 데뷔했던 우츄기카쿠로 다시 복귀했는데, 예전과 달리 그녀의 작품에 대중들은 냉담한 반응을 보였고, 복귀 후 네 편의 AV에 출연한 뒤 다시 은퇴했다.
그 후의 행방은 묘연하며, 2003년경 아오이 미노리 본인인지는 알 수 없으나, 일본의 주간지 《an・an》에 그녀와 동일인물로 보이는 사람이 히라사와 아키코(平沢晶子)라는 이름으로 23살의 프리터라며 잡지에 게재된 적은 있다. 아오이는 2006년 중국 쑤저우 시에서 열린 제 2차 세계건강도시연맹 대회로 인해 미디어에 크게 노출되기도 했다. 원인은 쑤저우 시에서 대회의 홍보에 사용하기 위해 상냥한 이미지의 간호사 사진을 무단으로 끌어온 것으로서, 그녀의 작품인 《두꺼운 주사기가 좋다구?》의 표지 사진이 채택되어 대회의 홍보 포스터로 사용한 것이다. 쑤저우 시는 이 사진이 성인 비디오의 표지라는 것을 전혀 알지 못했고, 결국 AV 표지 사진을 대회 홍보용 옥외 광고로 대대적으로 이용하였다. 중국의 언론사인 남방도시보는 이 일을 상세하게 보도했으며, 포스터는 게시된지 나흘만에 제거되었다.

## 작품 목록

### 성인 비디오
| 1999년           | 1999년                                               | 1999년           | 1999년          | 1999년 |
| 발매일           | 비디오 제목                                          | 제작사 / ID      | 감독            |        |
| ---------------- | ---------------------------------------------------- | ---------------- | --------------- | ------ |
| 1999년 2월 28일  | 순수한 마음 純心                                     | 우츄기카쿠 IH-55 | 타카이 아사오   |        |
| 1999년 3월 28일  | Baby Kiss ベイビーキッス                             | 우츄기카쿠 IH-58 | 쿠라타 다이메이 |        |
| 1999년 4월 25일  | 꿈꾸는 세일러 夢みるセーラー                         | 우츄기카쿠 IH-62 | 야스다 타케히로 |        |
| 1999년 5월 18일  | Angel                                                | 우츄기카쿠 IH-64 | Mr.Bu           |        |
| 1999년 6월 6일   | 흠뻑 젖어버린 앨리스 びしょ濡れアリスちゃん          | 우츄기카쿠 IH-67 | 쿠라타 다이메이 |        |
| 1999년 8월 31일  | 시오후키 그녀 : 반쯤 길들여진 아내 潮吹き乙女 半熟妻 | for you HJC-016  |                 |        |
| 1999년 9월 22일  | 노예 공주님 姫奴隷                                   | for you HJC-017  |                 |        |
| 1999년 10월 26일 | 데굴데굴 맘보 ぐりぐりマンボ                         | for you HJC-019  |                 |        |
| 1999년 11월 30일 | 콘돔없이 하는게 좋아 生狂い                          | for you HJC-022  |                 |        |
| 1999년 12월 25일 | 하드코어로 해줘 ハードコアに犯されて                 | for you HJC-023  |                 |        |

| 2000년          | 2000년                                           | 2000년               | 2000년            | 2000년 |
| 발매일          | 비디오 제목                                      | 제작사 / ID          | 감독              |        |
| --------------- | ------------------------------------------------ | -------------------- | ----------------- | ------ |
| 2000년 1월 15일 | 두꺼운 주사기가 좋다구? ぶっとい注射がスキなのよ | 우츄기카쿠 IT-02     | 쿠라타 타키       |        |
| 2000년 2월 4일  | 무르익은 그녀8 乙女ざかり8                       | 사만사 XS-2180       | 시마무라 유키히코 |        |
| 2000년 3월 6일  | Fetishi Virgin IV                                | 사만사 XS-2183       | 시마무라 유키히코 |        |
| 2000년 4월 21일 | 여자의 엉덩이 女尻                               | 앨리스 JAPAN KA-1974 | 카모노하시 료조   |        |
| 2000년 5월 15일 | 격렬한 입술 激唇                                 | 아틀라스21 A00-051   | 모리카와 케이     |        |

| 2001년                                      | 2001년                                     | 2001년                             | 2001년        | 2001년 |
| 발매일                                      | 비디오 제목                                | 제작사 / ID                        | 감독          |        |
| ------------------------------------------- | ------------------------------------------ | ---------------------------------- | ------------- | ------ |
| 2001년 3월 18일                             | 아오이 미노리 : 은밀한 일 葵みのり・裏仕事 | 우츄기카쿠 IT-92                   | 아키모토 유쇼 |        |
| 2001년 4월 15일                             | 감금유희 監禁遊戯                          | 우츄기카쿠 IT-97                   | 코자카이 텟츠 |        |
| 2001년 6월 22일 (VHS) 2001년 7월 27일 (DVD) | 구슬은 빨고 싶어 タマにはしゃぶりたい      | 섹시아 SEA-216 (VHS) SXD-016 (DVD) | 토요조        |        |
| 2001년 7월 20일 (VHS) 2001년 9월 14일 (DVD) | 연애론 恋愛論                              | 섹시아 SEA-220 (VHS) SXD-020 (DVD) | 토요조        |        |

## 출판 정보

### 사진집
- 《가슴 설레는,…〈에피소드〉》(胸さわぐ、…「エピソード」) 1999년 5월 30일, 에이치슛판 (촬영 : 사이키 히로요시) ISBN 9784754212285
- 《Flowers》 1999년 9월 8일, TIS (촬영 : 와타나베 타츠오, 공동 출연 : 호리우치 나나) ISBN 9784886182050
- 《TENNYO〈1〉》 2000년 6월 15일, 에이치슛판 (촬영 : 미야자와 마사아키) ISBN 9784754212582
- 《Juice》 2001년 8월 5일, 미디어 스테이션 (촬영 : 사이죠 아키히토) ISBN 9784896138801
- 《푸른 하늘의 저편》(アオイソラノムコウ) 2001년 12월 29일, 다케쇼보 (촬영 : 사이키 히로요시) ISBN 9784812408537
- 《러브 파라다이스 "그녀를 처음 만났던 날, 너무 좋아서 혼자 독점하고싶었다…."》(らぶぱら「カノジョに初めて会った日、好きで好きでひとり占めしたくなった…。」) 2002년 2월 1일, 다케쇼보 (촬영 : 사이키 히로요시) ISBN 9784812408551
- 《아오이 미노리의 Vita Sexualis》(葵みのりのヰタセクスアリス) 2003년 7월 5일, 다케쇼보 (촬영 : 사이키 히로요시) ISBN 9784812412534

## 같이 보기
- 과자계
- 성인 비디오
- 성인 비디오 여배우

### 주해
1. ↑  이 때문에 히라사와 아키코와 아오이 미노리가 동일 인물이라는 설이 퍼져 있다. 다만, 히라사와 아키코가 그녀의 본명인지에 대해서는 이견이 있다.

### 참조
1. ↑  “AV女優 人気投票 81～100位” (일본어). DMM.com. 2016년 1월 16일에 원본 문서에서 보존된 문서. 2016년 1월 16일에 확인함.
2. ↑  Ex-S Woo. “Body Park: Aoi Minori” (영어). Jmate. 2003년 8월 12일에 원본 문서에서 보존된 문서.
3. 1 2  “葵みのり「お菓子系アイドルからAV女優へ 前編」” (일본어). 에로아야지츠신. 2011년 12월 13일. 2015년 8월 19일에 원본 문서에서 보존된 문서. 2015년 8월 19일에 확인함.
4. ↑  “純心 葵みのり” (일본어). DMM. 2015년 8월 19일에 원본 문서에서 보존된 문서. 2015년 8월 19일에 확인함.
5. 1 2  “葵みのり「お菓子系アイドルからAV女優へ 後編」” (일본어). 에로아야지츠신. 2011년 12월 15일. 2015년 8월 19일에 원본 문서에서 보존된 문서. 2015년 8월 19일에 확인함.
6. ↑  “半熟妻 葵みのり” (일본어). DMM. 2015년 8월 19일에 확인함.
7. ↑  《anan 流行ヘアスナップ168―168の髪型からあなたの変身スタイルを見つけよう!》. 매거진하우스. 2003년 9월 26일. 17쪽. ISBN 9784838784172.
8. ↑  한상미 기자 (2007년 1월 25일). “중국 포스터 속 '백의천사'의 진실?”. 한국일보. 2012년 4월 6일에 원본 문서에서 보존된 문서. 2015년 8월 19일에 확인함.